# Yamato Matsui
Yamato Matsui (24 november 1997, Obihiro) is een Japanse langebaanschaatser.

## Records

### Persoonlijke records
| Afstand    | Tijd    | Datum            | Baan           |
| ---------- | ------- | ---------------- | -------------- |
| 500 meter  | 34,24   | 7 februari 2020  | Calgary        |
| 1000 meter | 1.07,59 | 15 februari 2020 | Salt Lake City |
| 1500 meter | 1.48,40 | 15 februari 2019 | Nagano         |
| 3000 meter | 4.42,19 | 11 december 2011 | Obihiro        |

(laatst bijgewerkt: 30 juni 2020)

## Resultaten
| Jaar | WK Sprint            | WK Afstanden            |
| ---- | -------------------- | ----------------------- |
| 2020 | 6e · (7e, , 4e, 12e) | 15e 1000m 4e teamsprint |

(#, #, #, #) = afstandspositie op sprinttoernooi (500m, 1000m, 500m, 1000m).